# Cratere Sophocles
Sophocles  è un cratere sulla superficie di Mercurio.